# مايا فرح
مايا فرح (15 مارس 1990 -)، ممثلة سورية. شاركت بالعديد من المسلسلات، وكانت بدايتها عام 2007 وما زالت مستمرة فيه.

## وصلات خارجية
- مايا فرح على موقع قاعدة بيانات الأفلام العربية